# 錫爾弗城 (密西西比州)
錫爾弗城（英語：Silver City）是位於美國密西西比州漢弗萊斯縣的城鎮。

## 人口
根據2020年美國人口普查的數據，錫爾弗城的面積為1.62平方千米，當中陸地面積為1.56平方千米，而水域面積為0.06平方千米。當地共有人口223人，而人口密度為每平方千米138人。